# Olesno (gmina, Opole)
Pour les articles homonymes, voir Olesno (homonymie).
Olesno est une gmina mixte du powiat de Olesno, Opole, dans le sud-ouest de la Pologne. Son siège est la ville d'Olesno, qui se situe environ 42 km au nord-est de la capitale régionale Opole.
La gmina couvre une superficie de 240,8 km2 pour une population de 18 837 habitants.

## Géographie
Outre la ville de Olesno, la gmina inclut les villages de Bodzanowice, Borki Małe, Borki Wielkie, Boroszów, Broniec, Grodzisko, Kolonia Łomnicka, Kucoby, Leśna, Łomnica, Łowoszów, Sowczyce, Stare Olesno, Świercze, Wachów, Wachowice, Wojciechów et Wysoka.
La gmina borde les gminy de Ciasna, Dobrodzień, Gorzów Śląski, Kluczbork, Krzepice, Lasowice Wielkie, Przystajń, Radłów et Zębowice.